# Ассизская вышивка

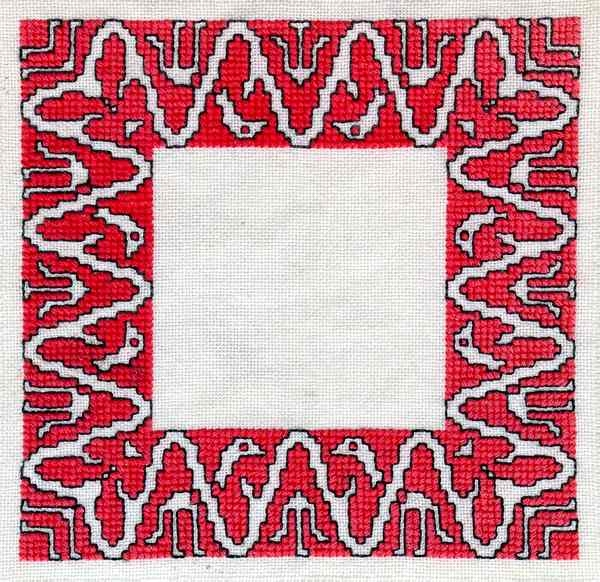
Пример Ассизской вышивки

Ассизская вышивка — старинная итальянская вышивка, получившая своё название от итальянского города Ассизи (Assisi). В этой технике стежками заполняется фон, а рисунок получается из незаполненных участков. В некоторых случаях по контуру прокладываются стежки, чётче выделяющие узор. Наиболее частым цветом фона был красный, использовался также синий и зелёный, реже коричневый и жёлтый; цвета, как правило, были не слишком яркими, слегка приглушёнными. Можно выделить два традиционных стиля ассизи: повествовательный (сложные сцены с людьми, местностью, вещами, контуры которых обшиты блэкворком) и цветочный (в основном цветы, листья, флора и фауна).

## История
Считается, что вышивка возникла более 800 лет назад в городе Ассизи. По одной из легенд, образец арабской вышивки привёз из крестовых походов Франциск Ассизский, а на её основе итальянские мастерицы разработали свой уникальный стиль. Другое предание гласит, что одна монахиня в Ассизи скопировала фрески Джотто в базилике святого Франциска простыми линиями, затем стежками перенесла эти контуры на лён, а фон заполнила счетной вышивкой.
Вышивали в этой технике монахини и монахи, изображая главным образом животных и птиц — ведь святой Франциск считается покровителем природы. Самые ранние сохранившиеся работы, выполненные в ассизской технике, датируются XIII—XIV вв. Сначала этот вид вышивки использовался для украшения сакральных предметов. Затем, в период расцвета этого вида рукоделия в XV в., такой вышивкой стали украшать и светские предметы. Сюжеты стали более разнообразны. В XVIII в. интерес к ассизской технике почти угас, но уже в конце XIX в. мастерицы-энтузиастки из Ассизи решили возродить традиционное для города рукоделие. В 1905 г. в Ассизи был основан «Комитет женских ремесел» (Comitato per le industrie femminili), который помог организовать работу большого количества мастериц и создать сеть сбыта продукции, в том числе за границей. Одновременно с этим были созданы мастерские при монастырях и женских образовательных заведениях, такие как Мастерская св. Франциска (Laboratorio di S. Francesco). Возрастанию интереса немало способствовало и семисотлетие канонизации св. Франциска.
Само название «ассизи» появилось в XIX веке, когда возобновился интерес к этому виду вышивки. Как эта техника называлась раньше, доподлинно не известно. Kathryn Goodwyn предполагает, что вместо «assisi» использовался более общий термин «voided work».

## Используемые стежки
- Длиннобокий крест (long armed cross) — самый распространённый
- Итальянский двусторонний крест (italian 2-sided cross stitch)
- Черногорский стежок (Montenegrin stitch)
- Стягивание нитей основы для имитации сетки (pulled work)
- Обычный крест
- Гольбейн
- Блэкворк